# Vämö kapell
Vämö kapell är ett kapell tillhörande Karlskrona stadsförsamling.
Kapellet uppfördes på stadskyrkogården på Vämö i Karlskrona 1906 efter en donation på 12.000 kr av auditören Wilhelm Lindahl. Arkitekt var August Strehlenert. Från början var kapellet en kupoltäckt åttakantig byggnad med stildrag från både jugend, barock och gotik. 1966 byggdes fyra flyglar till, varpå kapellet fick sin nuvarande korsform. Inuti kapellet finns glasmålningar av firma Neumann & Vogel, Stockholm.
Klockstapeln ritades av f.d. stadsarkitekt Sigge Ullén och invigdes 1967. Den har två klockor och den större av dem hängde tidigare i Estens klockboj utanför Aspö.
Orgeln är byggd 1986 av Mårtenssons orgelfabrik, Lund och inköptes från Heliga Kors kyrka, Ronneby. Den har 10 stämmor fördelat på två manualer och pedal.
Orgelns disposition:
| Bröstverk (I) C-g3     | Svällverk (II) C-g3    | Pedalverk (P) C-d1 | Koppel |
| Rörflöjt 8'            | Gedackt 8'             | Subbas 16'         | I/P    |
| Principal 4' (fasad)   | Koppelflöjt 4'         | Subbas 8'          | II/P   |
| Waldflöjt 2' (*)       | Waldflöjt 2' (*trans.) |                    | II/I   |
| Piccolo 1' (**)        | Piccolo 1' (**trans.)  |                    |        |
| Kvartian 2 chor, B     |                        |                    |        |
| Sesquialtera 2 chor, D |                        |                    |        |